# Cœurs farouches
Cœurs farouches est un film muet français réalisé par Julien Duvivier en 1924.

## Synopsis
Drame réaliste sur les problèmes de quatre frères, quatre montagnards, tous épris de la même femme que l'un d'entre eux va chercher à tuer.

## Fiche technique
- Réalisation : Julien Duvivier
- Scénario : Julien Duvivier en collaboration avec Asté d'Esparbès
- Décors : Goupillère
- Production : Celor-Films, Les Films Julien Duvivier
- Distribution : Établissements Georges Petit
- Format : Muet  - Noir et blanc   - 1,33:1
- Métrage 1.800m
- Genre : Drame
- Première présentation le 21 novembre 1924

## Distribution
- Desdemona Mazza : Martine
- Gaston Jacquet : Jean-Loup
- Rolla Norman : Landry
- Jean Lorette : Vincent
- Cauvin-Vassal : Simon